# 娜塔莉亞·格羅斯曼
娜塔莉亞·格羅斯曼（英語：Natalia Grossman，2001年6月22日—）是美國職業攀岩運動員，專攻競賽攀岩，曾代表美國參加攀岩世界盃。她在2021世界攀登錦標賽上獲得金牌和銀牌，在世界杯賽事中獲獎14次，其中包括7枚金牌。

## 攀岩生涯
在2021年3月的美國攀岩國家隊選拔賽上，格羅斯曼在抱石項目中獲得第一名，先鋒攀登第二名，獲得美國國家隊兩個項目的參賽資格2021年4月，格羅斯曼在邁林根2021晉級決賽獲得第三名。2021年5月，在鹽湖城舉行的兩場賽事中，格羅斯曼贏得了她的首兩枚世界杯金牌。在先鋒攀登賽中，格羅斯曼在五項賽事中的四項中登上領獎台，各贏得兩枚銀牌和銅牌，並獲得本賽季總成績第二名。

## 世界賽成績

### 先鋒攀登[1]
| 年度  | 金牌 | 銀牌 | 銅牌 | 總計 |
| ----- | ---- | ---- | ---- | ---- |
| 2021  | 0    | 2    | 2    | 4    |
| Total | 0    | 2    | 2    | 4    |

### 抱石[1]
| 年度 | 金牌 | 銀牌 | 銅牌 | 總計 |
| ---- | ---- | ---- | ---- | ---- |
| 2021 | 3    | 1    | 1    | 5    |
| 2022 | 5    | 1    | 0    | 6    |
| 2023 | 2    | 1    | 0    | 3    |
| 總計 | 10   | 3    | 1    | 14   |

## 個人生活
格羅斯曼於就讀科羅拉多大學波德分校，並於2022年畢業。2021年1月，她搬到鹽湖城，在美國攀岩國家隊基地訓練。